# Närsaari
Närsaari är en ö i Finland. Den ligger i sjön Päijänne och i kommunen Kuhmois i landskapet Mellersta Finland, i den södra delen av landet, 170 km norr om huvudstaden Helsingfors. Öns area är 0,9 hektar och dess största längd är 140 meter i öst-västlig riktning.